# Titicaca-vöcsök
A Titicaca-vöcsök vagy rövidszárnyú vöcsök (Rollandia microptera) a madarak (Aves) osztályának vöcsökalakúak (Podicipediformes) rendjébe, ezen belül a vöcsökfélék (Podicipedidae) családjába tartozó faj.

## Rendszerezése
A fajt John Gould írta le 1824-ben, a Podiceps nembe Podiceps micropterus néven.

## Előfordulása
Bolívia és Peru határán lévő Titicaca-tó és a Poopó-tó lakója. A két nagy tavon kívül több kisebb hegyvidéki tóban is él a perui-bolíviai határ mentén.Természetes élőhelyei az édesvízi tavak és mocsarak környéke. Állandó, nem vonuló faj.

## Megjelenése
Testhossza 45 centiméteres. Melle és feje gesztenyebarna, torka és feje fehér. Felmereszthető tarkótollai feketék. Színezete a költési időszak után elhalványul. Egyike a három röpképtelen vöcsökfajnak.

## Természetvédelmi helyzete
Mivel élőhelye igen behatárolt, sosem élhetett egyik tavon se túl nagy populációja. Azonban igen jól alkalmazkodott életkörülményeihez, így korábban az otthonát jelentő tavakon viszonylag gyakori faj volt.
A közelmúltban azonban állományai drasztikus fogyásnak indultak. A Természetvédelmi Világszövetség 2002-ben vette fel a „veszélyeztetett” kategóriába a Vörös Listán, de ha állományai továbbra is ilyen nagy mértékben csökkennek, akkor a közeljövőben át fogják sorolni a „kihalóban” levő kategóriába. Az 1986-os állományfelmérések szerint akkor egyedül a Titicaca-tavon több mint 1100 egyed élt. 2001-ben csak négy madarat találtak ott. Mára összállománya nem haladja meg a 250-999 egyedet, ezek java az Arapa-tavon él.
Drasztikus állománycsökkenésének több oka is van. Az 1998-1999 és évek nagyon szárazak voltak a vidéken, több kisebb tó végleg kiszáradt. A nagyobb tavakon a halászok hálóiban is egyre több egyed végezte. A legnagyobb probléma azonban, hogy a horgászturizmus fellendítése miatt idegen halfajokat telepítettek több andoki tóba is, melyek ragadozók lévén elfogyasztották a vöcskök étrendjét képező kisebb halakat.